# Холмогоров, Егор Станиславович
Его́р Станисла́вович Холмого́ров (род. 15 апреля 1975, Москва) — русский политический деятель, публицист, режиссёр-документалист, блогер, русский националист. Обозреватель телеканала «Russia Today», автор и ведущий сайта «100 книг». Автор большого количества публикаций, посвящённых анализу текущей политической и религиозной ситуации в России, философии и идеологии консерватизма, истории России и Русской православной церкви.

## Биография
Учился в школах № 81 (ныне 1229) (1982—1987) и № 401 (1987—1991). В 1992 году окончил гуманитарный класс московской общеобразовательной школы № 57. Среди его одноклассников по 57-й школе были Павел Бардин, Артемий Лебедев, Кирилл Решетников и Георгий Старостин.
В 1992 году поступил на исторический факультет Московского государственного университета, однако был отчислен после первого курса. В 1993 году поступил в Российский православный институт святого Иоанна Богослова, где также училась Наталья Холмогорова, но институт не закончил
В 1990-е годы работал младшим учителем истории в 57-й школе по совместительству, продавцом в православной книжной лавке в гуманитарном корпусе МГУ. В начале 1990-х придерживался либерально-демократических взглядов[нужна цитата]. В 1993 году выходил поддерживать Ельцина против Верховного совета, однако разочаровался в политике Ельцина[нужна цитата].
В 1994 году занялся журналистикой. Первые публикации — в газете «Сегодня» и журнале «Альфа и Омега».
В конце 1996 года стал прихожанином Российской православной автономной церкви (РПАЦ). В конце 1990-х годов — главный редактор интернет-сайта «Церковность», принадлежавшего РПАЦ. Осенью 1997 года познакомился с Константином Крыловым, вместе с которым в 1998 году создал русский националистический сайт «Doctrina.Ru». В 1999 году пишет брошюру «Правый поворот. Программа правильной жизни, здоровой экономики и честной политики» для Алексея Улюкаева, бывшего в то время заместителем Егора Гайдара в ИЭПП.
С 2000 года — постоянный автор газеты «Спецназ России» (главный редактор — Константин Крылов), а также сотрудник информационно-аналитической службы Ассоциации ветеранов подразделения антитеррора «Альфа». 10 марта 2001 года завёл блог в Живом Журнале под ником holmogor. С 2001 по 2005 год публиковался в «Русском журнале» В 2001—2003 годах — постоянный автор и консультант журнала «Отечественные записки» (главный редактор — Татьяна Малкина). В 2002—2003 годы — политический обозреватель интернет-издания «Портал-Credo.ru», специализировавшегося на религиозной жизни и уделяющего большое внимание «альтернативному православию», включая РПАЦ. В июне — декабре 2002 года — обозреватель портала «Globalrus.ru». В январе — мае 2003 года — редактор отдела «Общество» газеты «Консерватор». С июля 2003 года — автор и ведущий ежедневной информационно-аналитической программы «Политика» на радио «Тройка» (105,2 FM).
В апреле 2004 года покинул РПАЦ, выступив с критикой её курса как антинационального, и воссоединился с Русской православной церковью. В ноябре 2005 выступал с докладом на Богословской конференции РПЦ «Эсхатологическое учение Церкви». В январе 2006 выступал на пленарном заседании Международных Рождественских чтений Русской православной церкви.
В начале 2004 года постоянным автором интернет-проекта «Правая.ру». Участие в проекте продолжалось до марта 2008 года. С сентября 2004 по август 2007 года — политический обозреватель радиостанции «Маяк». С конца 2004 года — постоянный автор Агентства политических новостей (АПН), Института национальной стратегии (ИНС). Несмотря на конфликт с ИНС осенью 2005 года продолжал публиковать статьи на АПН до 2008 года, но в октябре 2008 года весь архив публикаций автора был удалён.
Был сопредседателем Консервативного пресс-клуба и председателем Консервативного совещания. Один из авторов доклада «Контрреформация». Один из лидеров идеологического направления российского младоконсерватизма.
В октябре 2005 года баллотировался в Московскую городскую думу от партии «Свободная Россия» на выборах 4 декабря 2005 года. Партия набрала 2,2 % голосов и не прошла десятипроцентный барьер.
4 ноября 2005 года принял активное участие в проведении «Русского марша». Холмогоров шёл во главе колонн марша со списком Казанской иконы Божией Матери и был среди выступающих на митинге.
С конца 2006 года — президент Академии национальной политики, организатор «Высшей школы политики» при РГГУ.
С мая 2007 года ведущий автор сайта «Русский проект» партии «Единая Россия», с октября 2007 года по февраль 2008 года — главный редактор сайта. С 19 июля 2007 года — модератор созданного первоначально в рамках «Русского проекта» «Русского клуба». В феврале 2008 года объявил о прекращении деятельности «Русского проекта» в его старом формате. С апреля 2008 года — главный редактор интернет-портала «Новые хроники». В июне 2008 создает интернет-журнал «Русский Обозреватель».
6 февраля 2012 участвовал во встрече российских политологов с Владимиром Путиным, занимавшим на тот момент пост премьер-министра. На встрече вступил в дискуссию с премьером о понимании русского национализма предложив, в частности, упоминание русского народа в Конституции.
В марте 2012 на организационной конференции Национально-демократической партии России избран членом оргкомитета этой партии и назначен уполномоченным перед Министерством юстиции лицом по формированию партии. 16 сентября 2012 года сложил с себя полномочия и вышел из партии.
С 2012 по 2013 год совместно с Анатолием Вассерманом являлся соведущим передачи на НТВ «Реакция Вассермана». В январе 2014 — сентябре 2016 постоянный колумнист газеты «Известия» и обозреватель радиостанции «Русская служба новостей».
24 февраля 2014 года предложил для обозначения аннексии Крыма и войны в Донбассе термин «Русская Весна». Является активным сторонником Новороссии. Выступал за открытую интервенцию Российской Федерации на Украину.
С 2017 года — обозреватель «Царьград ТВ», на котором вёл ежедневный политобзор «Холмогоров. Итоги», еженедельную программу «Кино с Холмогоровым», программу «Дежурный по редакции».
С ноября 2017 член Совета Общества развития русского исторического просвещения «Двуглавый орел», возглавляемого Константином Малофеевым и Леонидом Решетниковым. В марте 2018 награждён обществом «Двуглавый орел» медалью «В память царствования Св. Государя императора Николая II Александровича».
В январе-марте 2020 года активно поддержал поправки в Конституцию России о государствообразующем статусе русского народа и об упоминании веры в Бога.
28 января 2021 принял участие в интеграционном форуме «Русский Донбасс» в г. Донецк. Выступил в качестве одного из авторов доктрины «Русский Донбасс», в которой ДНР и ЛНР провозглашаются «национальными государствами русского народа».
Член Союза писателей России с 3 марта 2021 г.
С апреля 2021 ведет авторскую телепрограмму «Егор Станиславович» на телеканале «Russia Today».
Постоянный автор журнала «Тетради по консерватизму», автор научно-исследовательских работ по истории русской консервативной мысли, посвященных фигурам С. С. Уварова, М. Н. Каткова, В. И. Несмелова, А. И. Солженицына. По данным «Российского индекса научного цитирования» является автором более 20 публикаций в изданиях, включенных в перечень ВАК. Индекс Хирша без учёта самоцитирований — 4.
С апреля 2022 года ведёт авторскую программу «Холмогорская резьба» на Радио Sputnik.
20 февраля 2023 года совместно с Антоном Красовским запустил медиа «Консерватор».

## Взгляды
С 1998 года развивает идеологию русского национализма как православного, консервативного и в то же время демократически ориентированного. При этом по вопросу государственного правления является монархистом. В 2005 году выдвинул концепцию «Атомного православия».
20 января 2016 года выступил с поддержкой Рамзана Кадырова с лозунгом «#Кадыров — патриот России», поддержав призыв Кадырова относиться к представителям внесистемной оппозиции как к «врагам народа», которое вызвало общественный резонанс.
В марте 2022 года на фоне российского вторжения на Украину пытался организовать шествие «в поддержку армии и политики президента» от здания Государственной думы до Триумфальной площади в Москве, но получил отказ и предупреждение от городской прокуратуры. Является жёстким сторонником боевых действий, выступал против мирных переговоров с требованием захвата Киева.
В тексте, опубликованном в личном блоге в Telegram, призвал уничтожить Украину как государство «даже в том ... случае, если мы не сможем воссоединить ни единого человека, даже если нам придётся срыть до материка все построенные заводы и отравить весь чернозём, даже если нам придется подрезать сухожилия своей экономике и потерять множество лучших наших молодых мужчин.  Если встанет выбор между победой Украины и глобальной ядерной войной, то ядерная война предпочтительней. [...]...победой будет считаться любой результат, который не будет считаться однозначной победой России....»
В своих исторических исследованиях выступает оппонентом Л. В. Милова, оспаривая выводы последнего об органичном характере этатизма в России.
Отмечал влияние на себя Светланы Лурье с её «психологическим империализмом». Упоминание о присутствии 18 мая 839 года при дворе франкского императора представителей русов, правителем которых был каган, Холмогоров считает первым историческим упоминанием русской нации.

## Санкции
В августе 2015 года Служба безопасности Украины внесла Холмогорова в список деятелей культуры, действия которых создают угрозу национальной безопасности Украины.
15 января 2023 года, из-за вторжения России на Украину, внесён в санкционный список Украины, за поддержку нападения на Украину и как «идеолог русского нацизма, ирредентизма» предполагается блокировка активов на территории страны, приостановка выполнения экономических и финансовых обязательств, прекращение культурных обменов и сотрудничества, лишение украинских госнаград.

## Семья
Отец — Холмогоров Станислав Иосифович (род. 2 июня 1946), актёр театра и кино. Родился в городе Краснокамске Пермского края в старообрядческой семье. С 1995 года живёт в Монреале (Канада).
Мать — Холмогорова (ур. Николаева) Тамара Владимировна (род. 1946) родилась в деревне Воробьёвка Перемышльского района Калужской области. Медсестра.
- 1-я жена (1995—2000) — Наталья Холмогорова, ур. Кузьмина (род. 1976), с которой они учились в одной школе.
- 2-я жена (2002—2004) — Елена Валерьевна Жемердеева (Холмогорова, после развода вернула себе девичью фамилию) (род. 1981).
- 3-я жена (2005—2010) — Вера Холмогорова, ур. Гыдова (род. 1988).
- 4-я жена — Наталья Петровна Андросенко[55] (род. 1982 г.)[56], дочь математика Петра Андросенко

## Интересы и увлечения
Интересуется философией и историей, особенно историей античности, Византии и древнерусской историей.
Активно занимается кинокритикой, предложил создание нового направления — «консервативная кинокритика». С 2021 выступает как автор, сценарист и ведущий фильмов-эссе.

## Фильмография
- 2021 — «Фёдор Михайлович»[58].
- 2022 — «Иосиф Бродский. Поэт Империи»[59].
- 2022 — «1812. Первая Отечественная»[60].

## Награды
- Орден Святителя Макария, митрополита Московского (2025)[61]
- «В память царствования Св. Государя императора Николая II Александровича» — медаль общества «Двуглавый орел» (2018)[25]